# Риондино, Микеле
Микеле Риондино (итал. Michele Riondino; род. 14 марта 1979, Таранто, Апулия, Италия) — итальянский актёр.

## Биография
Микеле Риондино родился 14 марта 1979 в Таранто, что в итальянской области Апулия. Учился в Национальной академии драматического искусства в Риме, которую закончил в 2000 году и начал работать в театре. Дебютировал на телевидении в сериале «Полицейский участок», в котором присутствовал на протяжении трех сезонов с 2003 по 2005 год.
За время своей актерской карьеры на телевидении и в кино Микеле Риондино снялся в почти 40 кино-, телефильмах и сериалах. Актерское мастерство Риондино была отмечена рядом наград на престижных международных кинофестивалях, в частности на Берлинском и Венецианском МКФ. Также он неоднократно был номинирован на получение таких национальных кинопремий как «Давид ди Донателло» и «Серебряная лента» Итальянского национального синдиката киножурналистов.
В 2018 году Микеле Риондино выступил ведущим 75-го Венецианского международного кинофестиваля.